# Суперкубок Англії з футболу 1968
Суперкубок Англії з футболу 1968 — 46-й розіграш турніру. Матч відбувся 3 серпня 1968 року між чемпіоном Англії «Манчестер Сіті» та володарем кубка країни «Вест-Бромвіч Альбіон». 
| Володар Суперкубка Англії 1968 |
| ------------------------------ |
|                                |
| «Манчестер Сіті» Другий титул  |

## Учасники
| Клуб                   | Участей | Роки (жирним виділено перемоги) |
| ---------------------- | ------- | ------------------------------- |
| «Манчестер Сіті»       | 3       | 1934, 1937, 1956                |
| «Вест-Бромвіч Альбіон» | 3       | 1920, 1931, 1954                |

## Матч

### Деталі
| 3 серпня 1968 |

| «Манчестер Сіті»                                | 6–1      | «Вест-Бромвіч Альбіон» |
| ----------------------------------------------- | -------- | ---------------------- |
| Овен 1', 59' Ловетт 5' (аг) Лі 40', 90' Янг 62' | Протокол | Кживіцький 43'         |

| Мейн-Роуд, Манчестер Глядачів: 35 510 Арбітр: Геррі Нью |

|  |  |

| В                |  | Кен Малгерн   |
| З                |  | Девід Коннор  |
| З                |  | Майк Дойл     |
| З                |  | Джордж Геслоп |
| З                |  | Глін Пардо    |
| ПЗ               |  | Майк Саммербі |
| ПЗ               |  | Алан Оукс     |
| ПЗ               |  | Колін Белл    |
| ПЗ               |  | Ніл Янг       |
| Н                |  | Френсіс Лі    |
| Н                |  | Боббі Овен    |
| Головний тренер: |  |               |
| Джо Мерсер       |  |               |

| В                |  | Джон Осборн     |  |                  |
| З                |  | Дуг Фрейзер     |  |                  |
| З                |  | Джон Талбут     |  |                  |
| З                |  | Джон Кає        |  |                  |
| З                |  | Грем Вільямс    |  |                  |
| ПЗ               |  | Грем Ловетт     |  |                  |
| ПЗ               |  | Іан Коллард     |  |                  |
| ПЗ               |  | Аза Гартфорд    |  | Замінений        |
| ПЗ               |  | Дірк Кживіцький |  |                  |
| Н                |  | Кенні Стефенс   |  |                  |
| Н                |  | Тоні Браун      |  |                  |
| Заміни:          |  |                 |  |                  |
| З                |  | Алан Меррік     |  | Вийшов на заміну |
| Головний тренер: |  |                 |  |                  |
| Алан Ашман       |  |                 |  |                  |